# Hetman (szachy)
| Hetman | Hetman |
| ------ | ------ |
|        |        |

Hetman (♕, ♛; potocznie królowa, królówka, dama) – najsilniejsza figura w szachach. W początkowym ustawieniu każdy z graczy ma jednego hetmana ustawionego obok króla. W notacji algebraicznej hetman białych znajduje się na polu d1, hetman czarnych na d8. 
Hetman może poruszać się w dowolnym kierunku (poziomo, pionowo oraz na ukos) o dowolną liczbę wolnych pól, jest więc jakby jednocześnie i gońcem i wieżą. Hetman nie może przeskakiwać nad innymi bierkami. Hetman bije bierkę przeciwnika, zajmując jej pole.
Przyjmuje się, że hetman jest nieco silniejszy od wieży i gońca oraz nieco słabszy od pary wież. Ponieważ hetman jest najsilniejszą z figur, zazwyczaj dużą stratą jest jego wymiana za inną niż hetman bierkę przeciwnika.
Hetman jest relatywnie słabszy w pozycjach zamkniętych i silniejszy w otwartych. Siła hetmana jest szczególnie widoczna, gdy operuje on w otwartym centrum i gdy król przeciwnika nie jest dobrze broniony. Hetman w centrum pustej szachownicy atakuje 27 pól. Ze względu na duży zasięg i zwrotność hetman jest często wykorzystywany do podwójnego uderzenia.
Początkujący często rozwijają hetmana tak szybko, jak to możliwe, grożąc przeciwnikowi biciem niebronionych bierek lub nawet matem we wczesnej fazie partii. Taka taktyka może przynosić korzyści przeciwko innym początkującym, ale w większości przypadków jest błędna. Hetman jako najbardziej wartościowa figura jest najbardziej narażona na ataki pionów i lżejszych figur przeciwnika, w związku z tym zbyt szybkie jego rozwinięcie grozi stratą ruchów na wycofanie atakowanego hetmana.
Zazwyczaj wymiana hetmanów wskazuje na przejście z gry środkowej do końcówki. Piony, które osiągnęły ostatnią linię zazwyczaj promuje się na hetmany, chociaż zdarzają się sytuacje, w których tzw. słaba promocja, czyli promowanie piona na figurę inną niż hetman, jest korzystniejsza. Piona można promować na hetmana niezależnie od liczby hetmanów na szachownicy. Teoretycznie na szachownicy może więc znajdować się dziewięć hetmanów jednego koloru.
W punktacji szachowej (pomocnej przy określaniu wartości bierek przy ich wymianie) hetman posiada umowną wartość 9 punktów.
|   | a | b | c | d | e | f | g | h |   |
| 8 | d8 – Czarne kółko · h8 – Czarne kółko · a7 – Czarne kółko · d7 – Czarne kółko · g7 – Czarne kółko · b6 – Czarne kółko · d6 – Czarne kółko · f6 – Czarne kółko · c5 – Czarne kółko · d5 – Czarne kółko · e5 – Czarne kółko · a4 – Czarne kółko · b4 – Czarne kółko · c4 – Czarne kółko · d4 – Biały hetman · e4 – Czarne kółko · f4 – Czarne kółko · g4 – Czarne kółko · h4 – Czarne kółko · c3 – Czarne kółko · d3 – Czarne kółko · e3 – Czarne kółko · b2 – Czarne kółko · d2 – Czarne kółko · f2 – Czarne kółko · a1 – Czarne kółko · d1 – Czarne kółko · g1 – Czarne kółko | d8 – Czarne kółko · h8 – Czarne kółko · a7 – Czarne kółko · d7 – Czarne kółko · g7 – Czarne kółko · b6 – Czarne kółko · d6 – Czarne kółko · f6 – Czarne kółko · c5 – Czarne kółko · d5 – Czarne kółko · e5 – Czarne kółko · a4 – Czarne kółko · b4 – Czarne kółko · c4 – Czarne kółko · d4 – Biały hetman · e4 – Czarne kółko · f4 – Czarne kółko · g4 – Czarne kółko · h4 – Czarne kółko · c3 – Czarne kółko · d3 – Czarne kółko · e3 – Czarne kółko · b2 – Czarne kółko · d2 – Czarne kółko · f2 – Czarne kółko · a1 – Czarne kółko · d1 – Czarne kółko · g1 – Czarne kółko | d8 – Czarne kółko · h8 – Czarne kółko · a7 – Czarne kółko · d7 – Czarne kółko · g7 – Czarne kółko · b6 – Czarne kółko · d6 – Czarne kółko · f6 – Czarne kółko · c5 – Czarne kółko · d5 – Czarne kółko · e5 – Czarne kółko · a4 – Czarne kółko · b4 – Czarne kółko · c4 – Czarne kółko · d4 – Biały hetman · e4 – Czarne kółko · f4 – Czarne kółko · g4 – Czarne kółko · h4 – Czarne kółko · c3 – Czarne kółko · d3 – Czarne kółko · e3 – Czarne kółko · b2 – Czarne kółko · d2 – Czarne kółko · f2 – Czarne kółko · a1 – Czarne kółko · d1 – Czarne kółko · g1 – Czarne kółko | d8 – Czarne kółko · h8 – Czarne kółko · a7 – Czarne kółko · d7 – Czarne kółko · g7 – Czarne kółko · b6 – Czarne kółko · d6 – Czarne kółko · f6 – Czarne kółko · c5 – Czarne kółko · d5 – Czarne kółko · e5 – Czarne kółko · a4 – Czarne kółko · b4 – Czarne kółko · c4 – Czarne kółko · d4 – Biały hetman · e4 – Czarne kółko · f4 – Czarne kółko · g4 – Czarne kółko · h4 – Czarne kółko · c3 – Czarne kółko · d3 – Czarne kółko · e3 – Czarne kółko · b2 – Czarne kółko · d2 – Czarne kółko · f2 – Czarne kółko · a1 – Czarne kółko · d1 – Czarne kółko · g1 – Czarne kółko | d8 – Czarne kółko · h8 – Czarne kółko · a7 – Czarne kółko · d7 – Czarne kółko · g7 – Czarne kółko · b6 – Czarne kółko · d6 – Czarne kółko · f6 – Czarne kółko · c5 – Czarne kółko · d5 – Czarne kółko · e5 – Czarne kółko · a4 – Czarne kółko · b4 – Czarne kółko · c4 – Czarne kółko · d4 – Biały hetman · e4 – Czarne kółko · f4 – Czarne kółko · g4 – Czarne kółko · h4 – Czarne kółko · c3 – Czarne kółko · d3 – Czarne kółko · e3 – Czarne kółko · b2 – Czarne kółko · d2 – Czarne kółko · f2 – Czarne kółko · a1 – Czarne kółko · d1 – Czarne kółko · g1 – Czarne kółko | d8 – Czarne kółko · h8 – Czarne kółko · a7 – Czarne kółko · d7 – Czarne kółko · g7 – Czarne kółko · b6 – Czarne kółko · d6 – Czarne kółko · f6 – Czarne kółko · c5 – Czarne kółko · d5 – Czarne kółko · e5 – Czarne kółko · a4 – Czarne kółko · b4 – Czarne kółko · c4 – Czarne kółko · d4 – Biały hetman · e4 – Czarne kółko · f4 – Czarne kółko · g4 – Czarne kółko · h4 – Czarne kółko · c3 – Czarne kółko · d3 – Czarne kółko · e3 – Czarne kółko · b2 – Czarne kółko · d2 – Czarne kółko · f2 – Czarne kółko · a1 – Czarne kółko · d1 – Czarne kółko · g1 – Czarne kółko | d8 – Czarne kółko · h8 – Czarne kółko · a7 – Czarne kółko · d7 – Czarne kółko · g7 – Czarne kółko · b6 – Czarne kółko · d6 – Czarne kółko · f6 – Czarne kółko · c5 – Czarne kółko · d5 – Czarne kółko · e5 – Czarne kółko · a4 – Czarne kółko · b4 – Czarne kółko · c4 – Czarne kółko · d4 – Biały hetman · e4 – Czarne kółko · f4 – Czarne kółko · g4 – Czarne kółko · h4 – Czarne kółko · c3 – Czarne kółko · d3 – Czarne kółko · e3 – Czarne kółko · b2 – Czarne kółko · d2 – Czarne kółko · f2 – Czarne kółko · a1 – Czarne kółko · d1 – Czarne kółko · g1 – Czarne kółko | d8 – Czarne kółko · h8 – Czarne kółko · a7 – Czarne kółko · d7 – Czarne kółko · g7 – Czarne kółko · b6 – Czarne kółko · d6 – Czarne kółko · f6 – Czarne kółko · c5 – Czarne kółko · d5 – Czarne kółko · e5 – Czarne kółko · a4 – Czarne kółko · b4 – Czarne kółko · c4 – Czarne kółko · d4 – Biały hetman · e4 – Czarne kółko · f4 – Czarne kółko · g4 – Czarne kółko · h4 – Czarne kółko · c3 – Czarne kółko · d3 – Czarne kółko · e3 – Czarne kółko · b2 – Czarne kółko · d2 – Czarne kółko · f2 – Czarne kółko · a1 – Czarne kółko · d1 – Czarne kółko · g1 – Czarne kółko | 8 |
| 7 | d8 – Czarne kółko · h8 – Czarne kółko · a7 – Czarne kółko · d7 – Czarne kółko · g7 – Czarne kółko · b6 – Czarne kółko · d6 – Czarne kółko · f6 – Czarne kółko · c5 – Czarne kółko · d5 – Czarne kółko · e5 – Czarne kółko · a4 – Czarne kółko · b4 – Czarne kółko · c4 – Czarne kółko · d4 – Biały hetman · e4 – Czarne kółko · f4 – Czarne kółko · g4 – Czarne kółko · h4 – Czarne kółko · c3 – Czarne kółko · d3 – Czarne kółko · e3 – Czarne kółko · b2 – Czarne kółko · d2 – Czarne kółko · f2 – Czarne kółko · a1 – Czarne kółko · d1 – Czarne kółko · g1 – Czarne kółko | d8 – Czarne kółko · h8 – Czarne kółko · a7 – Czarne kółko · d7 – Czarne kółko · g7 – Czarne kółko · b6 – Czarne kółko · d6 – Czarne kółko · f6 – Czarne kółko · c5 – Czarne kółko · d5 – Czarne kółko · e5 – Czarne kółko · a4 – Czarne kółko · b4 – Czarne kółko · c4 – Czarne kółko · d4 – Biały hetman · e4 – Czarne kółko · f4 – Czarne kółko · g4 – Czarne kółko · h4 – Czarne kółko · c3 – Czarne kółko · d3 – Czarne kółko · e3 – Czarne kółko · b2 – Czarne kółko · d2 – Czarne kółko · f2 – Czarne kółko · a1 – Czarne kółko · d1 – Czarne kółko · g1 – Czarne kółko | d8 – Czarne kółko · h8 – Czarne kółko · a7 – Czarne kółko · d7 – Czarne kółko · g7 – Czarne kółko · b6 – Czarne kółko · d6 – Czarne kółko · f6 – Czarne kółko · c5 – Czarne kółko · d5 – Czarne kółko · e5 – Czarne kółko · a4 – Czarne kółko · b4 – Czarne kółko · c4 – Czarne kółko · d4 – Biały hetman · e4 – Czarne kółko · f4 – Czarne kółko · g4 – Czarne kółko · h4 – Czarne kółko · c3 – Czarne kółko · d3 – Czarne kółko · e3 – Czarne kółko · b2 – Czarne kółko · d2 – Czarne kółko · f2 – Czarne kółko · a1 – Czarne kółko · d1 – Czarne kółko · g1 – Czarne kółko | d8 – Czarne kółko · h8 – Czarne kółko · a7 – Czarne kółko · d7 – Czarne kółko · g7 – Czarne kółko · b6 – Czarne kółko · d6 – Czarne kółko · f6 – Czarne kółko · c5 – Czarne kółko · d5 – Czarne kółko · e5 – Czarne kółko · a4 – Czarne kółko · b4 – Czarne kółko · c4 – Czarne kółko · d4 – Biały hetman · e4 – Czarne kółko · f4 – Czarne kółko · g4 – Czarne kółko · h4 – Czarne kółko · c3 – Czarne kółko · d3 – Czarne kółko · e3 – Czarne kółko · b2 – Czarne kółko · d2 – Czarne kółko · f2 – Czarne kółko · a1 – Czarne kółko · d1 – Czarne kółko · g1 – Czarne kółko | d8 – Czarne kółko · h8 – Czarne kółko · a7 – Czarne kółko · d7 – Czarne kółko · g7 – Czarne kółko · b6 – Czarne kółko · d6 – Czarne kółko · f6 – Czarne kółko · c5 – Czarne kółko · d5 – Czarne kółko · e5 – Czarne kółko · a4 – Czarne kółko · b4 – Czarne kółko · c4 – Czarne kółko · d4 – Biały hetman · e4 – Czarne kółko · f4 – Czarne kółko · g4 – Czarne kółko · h4 – Czarne kółko · c3 – Czarne kółko · d3 – Czarne kółko · e3 – Czarne kółko · b2 – Czarne kółko · d2 – Czarne kółko · f2 – Czarne kółko · a1 – Czarne kółko · d1 – Czarne kółko · g1 – Czarne kółko | d8 – Czarne kółko · h8 – Czarne kółko · a7 – Czarne kółko · d7 – Czarne kółko · g7 – Czarne kółko · b6 – Czarne kółko · d6 – Czarne kółko · f6 – Czarne kółko · c5 – Czarne kółko · d5 – Czarne kółko · e5 – Czarne kółko · a4 – Czarne kółko · b4 – Czarne kółko · c4 – Czarne kółko · d4 – Biały hetman · e4 – Czarne kółko · f4 – Czarne kółko · g4 – Czarne kółko · h4 – Czarne kółko · c3 – Czarne kółko · d3 – Czarne kółko · e3 – Czarne kółko · b2 – Czarne kółko · d2 – Czarne kółko · f2 – Czarne kółko · a1 – Czarne kółko · d1 – Czarne kółko · g1 – Czarne kółko | d8 – Czarne kółko · h8 – Czarne kółko · a7 – Czarne kółko · d7 – Czarne kółko · g7 – Czarne kółko · b6 – Czarne kółko · d6 – Czarne kółko · f6 – Czarne kółko · c5 – Czarne kółko · d5 – Czarne kółko · e5 – Czarne kółko · a4 – Czarne kółko · b4 – Czarne kółko · c4 – Czarne kółko · d4 – Biały hetman · e4 – Czarne kółko · f4 – Czarne kółko · g4 – Czarne kółko · h4 – Czarne kółko · c3 – Czarne kółko · d3 – Czarne kółko · e3 – Czarne kółko · b2 – Czarne kółko · d2 – Czarne kółko · f2 – Czarne kółko · a1 – Czarne kółko · d1 – Czarne kółko · g1 – Czarne kółko | d8 – Czarne kółko · h8 – Czarne kółko · a7 – Czarne kółko · d7 – Czarne kółko · g7 – Czarne kółko · b6 – Czarne kółko · d6 – Czarne kółko · f6 – Czarne kółko · c5 – Czarne kółko · d5 – Czarne kółko · e5 – Czarne kółko · a4 – Czarne kółko · b4 – Czarne kółko · c4 – Czarne kółko · d4 – Biały hetman · e4 – Czarne kółko · f4 – Czarne kółko · g4 – Czarne kółko · h4 – Czarne kółko · c3 – Czarne kółko · d3 – Czarne kółko · e3 – Czarne kółko · b2 – Czarne kółko · d2 – Czarne kółko · f2 – Czarne kółko · a1 – Czarne kółko · d1 – Czarne kółko · g1 – Czarne kółko | 7 |
| 6 | d8 – Czarne kółko · h8 – Czarne kółko · a7 – Czarne kółko · d7 – Czarne kółko · g7 – Czarne kółko · b6 – Czarne kółko · d6 – Czarne kółko · f6 – Czarne kółko · c5 – Czarne kółko · d5 – Czarne kółko · e5 – Czarne kółko · a4 – Czarne kółko · b4 – Czarne kółko · c4 – Czarne kółko · d4 – Biały hetman · e4 – Czarne kółko · f4 – Czarne kółko · g4 – Czarne kółko · h4 – Czarne kółko · c3 – Czarne kółko · d3 – Czarne kółko · e3 – Czarne kółko · b2 – Czarne kółko · d2 – Czarne kółko · f2 – Czarne kółko · a1 – Czarne kółko · d1 – Czarne kółko · g1 – Czarne kółko | d8 – Czarne kółko · h8 – Czarne kółko · a7 – Czarne kółko · d7 – Czarne kółko · g7 – Czarne kółko · b6 – Czarne kółko · d6 – Czarne kółko · f6 – Czarne kółko · c5 – Czarne kółko · d5 – Czarne kółko · e5 – Czarne kółko · a4 – Czarne kółko · b4 – Czarne kółko · c4 – Czarne kółko · d4 – Biały hetman · e4 – Czarne kółko · f4 – Czarne kółko · g4 – Czarne kółko · h4 – Czarne kółko · c3 – Czarne kółko · d3 – Czarne kółko · e3 – Czarne kółko · b2 – Czarne kółko · d2 – Czarne kółko · f2 – Czarne kółko · a1 – Czarne kółko · d1 – Czarne kółko · g1 – Czarne kółko | d8 – Czarne kółko · h8 – Czarne kółko · a7 – Czarne kółko · d7 – Czarne kółko · g7 – Czarne kółko · b6 – Czarne kółko · d6 – Czarne kółko · f6 – Czarne kółko · c5 – Czarne kółko · d5 – Czarne kółko · e5 – Czarne kółko · a4 – Czarne kółko · b4 – Czarne kółko · c4 – Czarne kółko · d4 – Biały hetman · e4 – Czarne kółko · f4 – Czarne kółko · g4 – Czarne kółko · h4 – Czarne kółko · c3 – Czarne kółko · d3 – Czarne kółko · e3 – Czarne kółko · b2 – Czarne kółko · d2 – Czarne kółko · f2 – Czarne kółko · a1 – Czarne kółko · d1 – Czarne kółko · g1 – Czarne kółko | d8 – Czarne kółko · h8 – Czarne kółko · a7 – Czarne kółko · d7 – Czarne kółko · g7 – Czarne kółko · b6 – Czarne kółko · d6 – Czarne kółko · f6 – Czarne kółko · c5 – Czarne kółko · d5 – Czarne kółko · e5 – Czarne kółko · a4 – Czarne kółko · b4 – Czarne kółko · c4 – Czarne kółko · d4 – Biały hetman · e4 – Czarne kółko · f4 – Czarne kółko · g4 – Czarne kółko · h4 – Czarne kółko · c3 – Czarne kółko · d3 – Czarne kółko · e3 – Czarne kółko · b2 – Czarne kółko · d2 – Czarne kółko · f2 – Czarne kółko · a1 – Czarne kółko · d1 – Czarne kółko · g1 – Czarne kółko | d8 – Czarne kółko · h8 – Czarne kółko · a7 – Czarne kółko · d7 – Czarne kółko · g7 – Czarne kółko · b6 – Czarne kółko · d6 – Czarne kółko · f6 – Czarne kółko · c5 – Czarne kółko · d5 – Czarne kółko · e5 – Czarne kółko · a4 – Czarne kółko · b4 – Czarne kółko · c4 – Czarne kółko · d4 – Biały hetman · e4 – Czarne kółko · f4 – Czarne kółko · g4 – Czarne kółko · h4 – Czarne kółko · c3 – Czarne kółko · d3 – Czarne kółko · e3 – Czarne kółko · b2 – Czarne kółko · d2 – Czarne kółko · f2 – Czarne kółko · a1 – Czarne kółko · d1 – Czarne kółko · g1 – Czarne kółko | d8 – Czarne kółko · h8 – Czarne kółko · a7 – Czarne kółko · d7 – Czarne kółko · g7 – Czarne kółko · b6 – Czarne kółko · d6 – Czarne kółko · f6 – Czarne kółko · c5 – Czarne kółko · d5 – Czarne kółko · e5 – Czarne kółko · a4 – Czarne kółko · b4 – Czarne kółko · c4 – Czarne kółko · d4 – Biały hetman · e4 – Czarne kółko · f4 – Czarne kółko · g4 – Czarne kółko · h4 – Czarne kółko · c3 – Czarne kółko · d3 – Czarne kółko · e3 – Czarne kółko · b2 – Czarne kółko · d2 – Czarne kółko · f2 – Czarne kółko · a1 – Czarne kółko · d1 – Czarne kółko · g1 – Czarne kółko | d8 – Czarne kółko · h8 – Czarne kółko · a7 – Czarne kółko · d7 – Czarne kółko · g7 – Czarne kółko · b6 – Czarne kółko · d6 – Czarne kółko · f6 – Czarne kółko · c5 – Czarne kółko · d5 – Czarne kółko · e5 – Czarne kółko · a4 – Czarne kółko · b4 – Czarne kółko · c4 – Czarne kółko · d4 – Biały hetman · e4 – Czarne kółko · f4 – Czarne kółko · g4 – Czarne kółko · h4 – Czarne kółko · c3 – Czarne kółko · d3 – Czarne kółko · e3 – Czarne kółko · b2 – Czarne kółko · d2 – Czarne kółko · f2 – Czarne kółko · a1 – Czarne kółko · d1 – Czarne kółko · g1 – Czarne kółko | d8 – Czarne kółko · h8 – Czarne kółko · a7 – Czarne kółko · d7 – Czarne kółko · g7 – Czarne kółko · b6 – Czarne kółko · d6 – Czarne kółko · f6 – Czarne kółko · c5 – Czarne kółko · d5 – Czarne kółko · e5 – Czarne kółko · a4 – Czarne kółko · b4 – Czarne kółko · c4 – Czarne kółko · d4 – Biały hetman · e4 – Czarne kółko · f4 – Czarne kółko · g4 – Czarne kółko · h4 – Czarne kółko · c3 – Czarne kółko · d3 – Czarne kółko · e3 – Czarne kółko · b2 – Czarne kółko · d2 – Czarne kółko · f2 – Czarne kółko · a1 – Czarne kółko · d1 – Czarne kółko · g1 – Czarne kółko | 6 |
| 5 | d8 – Czarne kółko · h8 – Czarne kółko · a7 – Czarne kółko · d7 – Czarne kółko · g7 – Czarne kółko · b6 – Czarne kółko · d6 – Czarne kółko · f6 – Czarne kółko · c5 – Czarne kółko · d5 – Czarne kółko · e5 – Czarne kółko · a4 – Czarne kółko · b4 – Czarne kółko · c4 – Czarne kółko · d4 – Biały hetman · e4 – Czarne kółko · f4 – Czarne kółko · g4 – Czarne kółko · h4 – Czarne kółko · c3 – Czarne kółko · d3 – Czarne kółko · e3 – Czarne kółko · b2 – Czarne kółko · d2 – Czarne kółko · f2 – Czarne kółko · a1 – Czarne kółko · d1 – Czarne kółko · g1 – Czarne kółko | d8 – Czarne kółko · h8 – Czarne kółko · a7 – Czarne kółko · d7 – Czarne kółko · g7 – Czarne kółko · b6 – Czarne kółko · d6 – Czarne kółko · f6 – Czarne kółko · c5 – Czarne kółko · d5 – Czarne kółko · e5 – Czarne kółko · a4 – Czarne kółko · b4 – Czarne kółko · c4 – Czarne kółko · d4 – Biały hetman · e4 – Czarne kółko · f4 – Czarne kółko · g4 – Czarne kółko · h4 – Czarne kółko · c3 – Czarne kółko · d3 – Czarne kółko · e3 – Czarne kółko · b2 – Czarne kółko · d2 – Czarne kółko · f2 – Czarne kółko · a1 – Czarne kółko · d1 – Czarne kółko · g1 – Czarne kółko | d8 – Czarne kółko · h8 – Czarne kółko · a7 – Czarne kółko · d7 – Czarne kółko · g7 – Czarne kółko · b6 – Czarne kółko · d6 – Czarne kółko · f6 – Czarne kółko · c5 – Czarne kółko · d5 – Czarne kółko · e5 – Czarne kółko · a4 – Czarne kółko · b4 – Czarne kółko · c4 – Czarne kółko · d4 – Biały hetman · e4 – Czarne kółko · f4 – Czarne kółko · g4 – Czarne kółko · h4 – Czarne kółko · c3 – Czarne kółko · d3 – Czarne kółko · e3 – Czarne kółko · b2 – Czarne kółko · d2 – Czarne kółko · f2 – Czarne kółko · a1 – Czarne kółko · d1 – Czarne kółko · g1 – Czarne kółko | d8 – Czarne kółko · h8 – Czarne kółko · a7 – Czarne kółko · d7 – Czarne kółko · g7 – Czarne kółko · b6 – Czarne kółko · d6 – Czarne kółko · f6 – Czarne kółko · c5 – Czarne kółko · d5 – Czarne kółko · e5 – Czarne kółko · a4 – Czarne kółko · b4 – Czarne kółko · c4 – Czarne kółko · d4 – Biały hetman · e4 – Czarne kółko · f4 – Czarne kółko · g4 – Czarne kółko · h4 – Czarne kółko · c3 – Czarne kółko · d3 – Czarne kółko · e3 – Czarne kółko · b2 – Czarne kółko · d2 – Czarne kółko · f2 – Czarne kółko · a1 – Czarne kółko · d1 – Czarne kółko · g1 – Czarne kółko | d8 – Czarne kółko · h8 – Czarne kółko · a7 – Czarne kółko · d7 – Czarne kółko · g7 – Czarne kółko · b6 – Czarne kółko · d6 – Czarne kółko · f6 – Czarne kółko · c5 – Czarne kółko · d5 – Czarne kółko · e5 – Czarne kółko · a4 – Czarne kółko · b4 – Czarne kółko · c4 – Czarne kółko · d4 – Biały hetman · e4 – Czarne kółko · f4 – Czarne kółko · g4 – Czarne kółko · h4 – Czarne kółko · c3 – Czarne kółko · d3 – Czarne kółko · e3 – Czarne kółko · b2 – Czarne kółko · d2 – Czarne kółko · f2 – Czarne kółko · a1 – Czarne kółko · d1 – Czarne kółko · g1 – Czarne kółko | d8 – Czarne kółko · h8 – Czarne kółko · a7 – Czarne kółko · d7 – Czarne kółko · g7 – Czarne kółko · b6 – Czarne kółko · d6 – Czarne kółko · f6 – Czarne kółko · c5 – Czarne kółko · d5 – Czarne kółko · e5 – Czarne kółko · a4 – Czarne kółko · b4 – Czarne kółko · c4 – Czarne kółko · d4 – Biały hetman · e4 – Czarne kółko · f4 – Czarne kółko · g4 – Czarne kółko · h4 – Czarne kółko · c3 – Czarne kółko · d3 – Czarne kółko · e3 – Czarne kółko · b2 – Czarne kółko · d2 – Czarne kółko · f2 – Czarne kółko · a1 – Czarne kółko · d1 – Czarne kółko · g1 – Czarne kółko | d8 – Czarne kółko · h8 – Czarne kółko · a7 – Czarne kółko · d7 – Czarne kółko · g7 – Czarne kółko · b6 – Czarne kółko · d6 – Czarne kółko · f6 – Czarne kółko · c5 – Czarne kółko · d5 – Czarne kółko · e5 – Czarne kółko · a4 – Czarne kółko · b4 – Czarne kółko · c4 – Czarne kółko · d4 – Biały hetman · e4 – Czarne kółko · f4 – Czarne kółko · g4 – Czarne kółko · h4 – Czarne kółko · c3 – Czarne kółko · d3 – Czarne kółko · e3 – Czarne kółko · b2 – Czarne kółko · d2 – Czarne kółko · f2 – Czarne kółko · a1 – Czarne kółko · d1 – Czarne kółko · g1 – Czarne kółko | d8 – Czarne kółko · h8 – Czarne kółko · a7 – Czarne kółko · d7 – Czarne kółko · g7 – Czarne kółko · b6 – Czarne kółko · d6 – Czarne kółko · f6 – Czarne kółko · c5 – Czarne kółko · d5 – Czarne kółko · e5 – Czarne kółko · a4 – Czarne kółko · b4 – Czarne kółko · c4 – Czarne kółko · d4 – Biały hetman · e4 – Czarne kółko · f4 – Czarne kółko · g4 – Czarne kółko · h4 – Czarne kółko · c3 – Czarne kółko · d3 – Czarne kółko · e3 – Czarne kółko · b2 – Czarne kółko · d2 – Czarne kółko · f2 – Czarne kółko · a1 – Czarne kółko · d1 – Czarne kółko · g1 – Czarne kółko | 5 |
| 4 | d8 – Czarne kółko · h8 – Czarne kółko · a7 – Czarne kółko · d7 – Czarne kółko · g7 – Czarne kółko · b6 – Czarne kółko · d6 – Czarne kółko · f6 – Czarne kółko · c5 – Czarne kółko · d5 – Czarne kółko · e5 – Czarne kółko · a4 – Czarne kółko · b4 – Czarne kółko · c4 – Czarne kółko · d4 – Biały hetman · e4 – Czarne kółko · f4 – Czarne kółko · g4 – Czarne kółko · h4 – Czarne kółko · c3 – Czarne kółko · d3 – Czarne kółko · e3 – Czarne kółko · b2 – Czarne kółko · d2 – Czarne kółko · f2 – Czarne kółko · a1 – Czarne kółko · d1 – Czarne kółko · g1 – Czarne kółko | d8 – Czarne kółko · h8 – Czarne kółko · a7 – Czarne kółko · d7 – Czarne kółko · g7 – Czarne kółko · b6 – Czarne kółko · d6 – Czarne kółko · f6 – Czarne kółko · c5 – Czarne kółko · d5 – Czarne kółko · e5 – Czarne kółko · a4 – Czarne kółko · b4 – Czarne kółko · c4 – Czarne kółko · d4 – Biały hetman · e4 – Czarne kółko · f4 – Czarne kółko · g4 – Czarne kółko · h4 – Czarne kółko · c3 – Czarne kółko · d3 – Czarne kółko · e3 – Czarne kółko · b2 – Czarne kółko · d2 – Czarne kółko · f2 – Czarne kółko · a1 – Czarne kółko · d1 – Czarne kółko · g1 – Czarne kółko | d8 – Czarne kółko · h8 – Czarne kółko · a7 – Czarne kółko · d7 – Czarne kółko · g7 – Czarne kółko · b6 – Czarne kółko · d6 – Czarne kółko · f6 – Czarne kółko · c5 – Czarne kółko · d5 – Czarne kółko · e5 – Czarne kółko · a4 – Czarne kółko · b4 – Czarne kółko · c4 – Czarne kółko · d4 – Biały hetman · e4 – Czarne kółko · f4 – Czarne kółko · g4 – Czarne kółko · h4 – Czarne kółko · c3 – Czarne kółko · d3 – Czarne kółko · e3 – Czarne kółko · b2 – Czarne kółko · d2 – Czarne kółko · f2 – Czarne kółko · a1 – Czarne kółko · d1 – Czarne kółko · g1 – Czarne kółko | d8 – Czarne kółko · h8 – Czarne kółko · a7 – Czarne kółko · d7 – Czarne kółko · g7 – Czarne kółko · b6 – Czarne kółko · d6 – Czarne kółko · f6 – Czarne kółko · c5 – Czarne kółko · d5 – Czarne kółko · e5 – Czarne kółko · a4 – Czarne kółko · b4 – Czarne kółko · c4 – Czarne kółko · d4 – Biały hetman · e4 – Czarne kółko · f4 – Czarne kółko · g4 – Czarne kółko · h4 – Czarne kółko · c3 – Czarne kółko · d3 – Czarne kółko · e3 – Czarne kółko · b2 – Czarne kółko · d2 – Czarne kółko · f2 – Czarne kółko · a1 – Czarne kółko · d1 – Czarne kółko · g1 – Czarne kółko | d8 – Czarne kółko · h8 – Czarne kółko · a7 – Czarne kółko · d7 – Czarne kółko · g7 – Czarne kółko · b6 – Czarne kółko · d6 – Czarne kółko · f6 – Czarne kółko · c5 – Czarne kółko · d5 – Czarne kółko · e5 – Czarne kółko · a4 – Czarne kółko · b4 – Czarne kółko · c4 – Czarne kółko · d4 – Biały hetman · e4 – Czarne kółko · f4 – Czarne kółko · g4 – Czarne kółko · h4 – Czarne kółko · c3 – Czarne kółko · d3 – Czarne kółko · e3 – Czarne kółko · b2 – Czarne kółko · d2 – Czarne kółko · f2 – Czarne kółko · a1 – Czarne kółko · d1 – Czarne kółko · g1 – Czarne kółko | d8 – Czarne kółko · h8 – Czarne kółko · a7 – Czarne kółko · d7 – Czarne kółko · g7 – Czarne kółko · b6 – Czarne kółko · d6 – Czarne kółko · f6 – Czarne kółko · c5 – Czarne kółko · d5 – Czarne kółko · e5 – Czarne kółko · a4 – Czarne kółko · b4 – Czarne kółko · c4 – Czarne kółko · d4 – Biały hetman · e4 – Czarne kółko · f4 – Czarne kółko · g4 – Czarne kółko · h4 – Czarne kółko · c3 – Czarne kółko · d3 – Czarne kółko · e3 – Czarne kółko · b2 – Czarne kółko · d2 – Czarne kółko · f2 – Czarne kółko · a1 – Czarne kółko · d1 – Czarne kółko · g1 – Czarne kółko | d8 – Czarne kółko · h8 – Czarne kółko · a7 – Czarne kółko · d7 – Czarne kółko · g7 – Czarne kółko · b6 – Czarne kółko · d6 – Czarne kółko · f6 – Czarne kółko · c5 – Czarne kółko · d5 – Czarne kółko · e5 – Czarne kółko · a4 – Czarne kółko · b4 – Czarne kółko · c4 – Czarne kółko · d4 – Biały hetman · e4 – Czarne kółko · f4 – Czarne kółko · g4 – Czarne kółko · h4 – Czarne kółko · c3 – Czarne kółko · d3 – Czarne kółko · e3 – Czarne kółko · b2 – Czarne kółko · d2 – Czarne kółko · f2 – Czarne kółko · a1 – Czarne kółko · d1 – Czarne kółko · g1 – Czarne kółko | d8 – Czarne kółko · h8 – Czarne kółko · a7 – Czarne kółko · d7 – Czarne kółko · g7 – Czarne kółko · b6 – Czarne kółko · d6 – Czarne kółko · f6 – Czarne kółko · c5 – Czarne kółko · d5 – Czarne kółko · e5 – Czarne kółko · a4 – Czarne kółko · b4 – Czarne kółko · c4 – Czarne kółko · d4 – Biały hetman · e4 – Czarne kółko · f4 – Czarne kółko · g4 – Czarne kółko · h4 – Czarne kółko · c3 – Czarne kółko · d3 – Czarne kółko · e3 – Czarne kółko · b2 – Czarne kółko · d2 – Czarne kółko · f2 – Czarne kółko · a1 – Czarne kółko · d1 – Czarne kółko · g1 – Czarne kółko | 4 |
| 3 | d8 – Czarne kółko · h8 – Czarne kółko · a7 – Czarne kółko · d7 – Czarne kółko · g7 – Czarne kółko · b6 – Czarne kółko · d6 – Czarne kółko · f6 – Czarne kółko · c5 – Czarne kółko · d5 – Czarne kółko · e5 – Czarne kółko · a4 – Czarne kółko · b4 – Czarne kółko · c4 – Czarne kółko · d4 – Biały hetman · e4 – Czarne kółko · f4 – Czarne kółko · g4 – Czarne kółko · h4 – Czarne kółko · c3 – Czarne kółko · d3 – Czarne kółko · e3 – Czarne kółko · b2 – Czarne kółko · d2 – Czarne kółko · f2 – Czarne kółko · a1 – Czarne kółko · d1 – Czarne kółko · g1 – Czarne kółko | d8 – Czarne kółko · h8 – Czarne kółko · a7 – Czarne kółko · d7 – Czarne kółko · g7 – Czarne kółko · b6 – Czarne kółko · d6 – Czarne kółko · f6 – Czarne kółko · c5 – Czarne kółko · d5 – Czarne kółko · e5 – Czarne kółko · a4 – Czarne kółko · b4 – Czarne kółko · c4 – Czarne kółko · d4 – Biały hetman · e4 – Czarne kółko · f4 – Czarne kółko · g4 – Czarne kółko · h4 – Czarne kółko · c3 – Czarne kółko · d3 – Czarne kółko · e3 – Czarne kółko · b2 – Czarne kółko · d2 – Czarne kółko · f2 – Czarne kółko · a1 – Czarne kółko · d1 – Czarne kółko · g1 – Czarne kółko | d8 – Czarne kółko · h8 – Czarne kółko · a7 – Czarne kółko · d7 – Czarne kółko · g7 – Czarne kółko · b6 – Czarne kółko · d6 – Czarne kółko · f6 – Czarne kółko · c5 – Czarne kółko · d5 – Czarne kółko · e5 – Czarne kółko · a4 – Czarne kółko · b4 – Czarne kółko · c4 – Czarne kółko · d4 – Biały hetman · e4 – Czarne kółko · f4 – Czarne kółko · g4 – Czarne kółko · h4 – Czarne kółko · c3 – Czarne kółko · d3 – Czarne kółko · e3 – Czarne kółko · b2 – Czarne kółko · d2 – Czarne kółko · f2 – Czarne kółko · a1 – Czarne kółko · d1 – Czarne kółko · g1 – Czarne kółko | d8 – Czarne kółko · h8 – Czarne kółko · a7 – Czarne kółko · d7 – Czarne kółko · g7 – Czarne kółko · b6 – Czarne kółko · d6 – Czarne kółko · f6 – Czarne kółko · c5 – Czarne kółko · d5 – Czarne kółko · e5 – Czarne kółko · a4 – Czarne kółko · b4 – Czarne kółko · c4 – Czarne kółko · d4 – Biały hetman · e4 – Czarne kółko · f4 – Czarne kółko · g4 – Czarne kółko · h4 – Czarne kółko · c3 – Czarne kółko · d3 – Czarne kółko · e3 – Czarne kółko · b2 – Czarne kółko · d2 – Czarne kółko · f2 – Czarne kółko · a1 – Czarne kółko · d1 – Czarne kółko · g1 – Czarne kółko | d8 – Czarne kółko · h8 – Czarne kółko · a7 – Czarne kółko · d7 – Czarne kółko · g7 – Czarne kółko · b6 – Czarne kółko · d6 – Czarne kółko · f6 – Czarne kółko · c5 – Czarne kółko · d5 – Czarne kółko · e5 – Czarne kółko · a4 – Czarne kółko · b4 – Czarne kółko · c4 – Czarne kółko · d4 – Biały hetman · e4 – Czarne kółko · f4 – Czarne kółko · g4 – Czarne kółko · h4 – Czarne kółko · c3 – Czarne kółko · d3 – Czarne kółko · e3 – Czarne kółko · b2 – Czarne kółko · d2 – Czarne kółko · f2 – Czarne kółko · a1 – Czarne kółko · d1 – Czarne kółko · g1 – Czarne kółko | d8 – Czarne kółko · h8 – Czarne kółko · a7 – Czarne kółko · d7 – Czarne kółko · g7 – Czarne kółko · b6 – Czarne kółko · d6 – Czarne kółko · f6 – Czarne kółko · c5 – Czarne kółko · d5 – Czarne kółko · e5 – Czarne kółko · a4 – Czarne kółko · b4 – Czarne kółko · c4 – Czarne kółko · d4 – Biały hetman · e4 – Czarne kółko · f4 – Czarne kółko · g4 – Czarne kółko · h4 – Czarne kółko · c3 – Czarne kółko · d3 – Czarne kółko · e3 – Czarne kółko · b2 – Czarne kółko · d2 – Czarne kółko · f2 – Czarne kółko · a1 – Czarne kółko · d1 – Czarne kółko · g1 – Czarne kółko | d8 – Czarne kółko · h8 – Czarne kółko · a7 – Czarne kółko · d7 – Czarne kółko · g7 – Czarne kółko · b6 – Czarne kółko · d6 – Czarne kółko · f6 – Czarne kółko · c5 – Czarne kółko · d5 – Czarne kółko · e5 – Czarne kółko · a4 – Czarne kółko · b4 – Czarne kółko · c4 – Czarne kółko · d4 – Biały hetman · e4 – Czarne kółko · f4 – Czarne kółko · g4 – Czarne kółko · h4 – Czarne kółko · c3 – Czarne kółko · d3 – Czarne kółko · e3 – Czarne kółko · b2 – Czarne kółko · d2 – Czarne kółko · f2 – Czarne kółko · a1 – Czarne kółko · d1 – Czarne kółko · g1 – Czarne kółko | d8 – Czarne kółko · h8 – Czarne kółko · a7 – Czarne kółko · d7 – Czarne kółko · g7 – Czarne kółko · b6 – Czarne kółko · d6 – Czarne kółko · f6 – Czarne kółko · c5 – Czarne kółko · d5 – Czarne kółko · e5 – Czarne kółko · a4 – Czarne kółko · b4 – Czarne kółko · c4 – Czarne kółko · d4 – Biały hetman · e4 – Czarne kółko · f4 – Czarne kółko · g4 – Czarne kółko · h4 – Czarne kółko · c3 – Czarne kółko · d3 – Czarne kółko · e3 – Czarne kółko · b2 – Czarne kółko · d2 – Czarne kółko · f2 – Czarne kółko · a1 – Czarne kółko · d1 – Czarne kółko · g1 – Czarne kółko | 3 |
| 2 | d8 – Czarne kółko · h8 – Czarne kółko · a7 – Czarne kółko · d7 – Czarne kółko · g7 – Czarne kółko · b6 – Czarne kółko · d6 – Czarne kółko · f6 – Czarne kółko · c5 – Czarne kółko · d5 – Czarne kółko · e5 – Czarne kółko · a4 – Czarne kółko · b4 – Czarne kółko · c4 – Czarne kółko · d4 – Biały hetman · e4 – Czarne kółko · f4 – Czarne kółko · g4 – Czarne kółko · h4 – Czarne kółko · c3 – Czarne kółko · d3 – Czarne kółko · e3 – Czarne kółko · b2 – Czarne kółko · d2 – Czarne kółko · f2 – Czarne kółko · a1 – Czarne kółko · d1 – Czarne kółko · g1 – Czarne kółko | d8 – Czarne kółko · h8 – Czarne kółko · a7 – Czarne kółko · d7 – Czarne kółko · g7 – Czarne kółko · b6 – Czarne kółko · d6 – Czarne kółko · f6 – Czarne kółko · c5 – Czarne kółko · d5 – Czarne kółko · e5 – Czarne kółko · a4 – Czarne kółko · b4 – Czarne kółko · c4 – Czarne kółko · d4 – Biały hetman · e4 – Czarne kółko · f4 – Czarne kółko · g4 – Czarne kółko · h4 – Czarne kółko · c3 – Czarne kółko · d3 – Czarne kółko · e3 – Czarne kółko · b2 – Czarne kółko · d2 – Czarne kółko · f2 – Czarne kółko · a1 – Czarne kółko · d1 – Czarne kółko · g1 – Czarne kółko | d8 – Czarne kółko · h8 – Czarne kółko · a7 – Czarne kółko · d7 – Czarne kółko · g7 – Czarne kółko · b6 – Czarne kółko · d6 – Czarne kółko · f6 – Czarne kółko · c5 – Czarne kółko · d5 – Czarne kółko · e5 – Czarne kółko · a4 – Czarne kółko · b4 – Czarne kółko · c4 – Czarne kółko · d4 – Biały hetman · e4 – Czarne kółko · f4 – Czarne kółko · g4 – Czarne kółko · h4 – Czarne kółko · c3 – Czarne kółko · d3 – Czarne kółko · e3 – Czarne kółko · b2 – Czarne kółko · d2 – Czarne kółko · f2 – Czarne kółko · a1 – Czarne kółko · d1 – Czarne kółko · g1 – Czarne kółko | d8 – Czarne kółko · h8 – Czarne kółko · a7 – Czarne kółko · d7 – Czarne kółko · g7 – Czarne kółko · b6 – Czarne kółko · d6 – Czarne kółko · f6 – Czarne kółko · c5 – Czarne kółko · d5 – Czarne kółko · e5 – Czarne kółko · a4 – Czarne kółko · b4 – Czarne kółko · c4 – Czarne kółko · d4 – Biały hetman · e4 – Czarne kółko · f4 – Czarne kółko · g4 – Czarne kółko · h4 – Czarne kółko · c3 – Czarne kółko · d3 – Czarne kółko · e3 – Czarne kółko · b2 – Czarne kółko · d2 – Czarne kółko · f2 – Czarne kółko · a1 – Czarne kółko · d1 – Czarne kółko · g1 – Czarne kółko | d8 – Czarne kółko · h8 – Czarne kółko · a7 – Czarne kółko · d7 – Czarne kółko · g7 – Czarne kółko · b6 – Czarne kółko · d6 – Czarne kółko · f6 – Czarne kółko · c5 – Czarne kółko · d5 – Czarne kółko · e5 – Czarne kółko · a4 – Czarne kółko · b4 – Czarne kółko · c4 – Czarne kółko · d4 – Biały hetman · e4 – Czarne kółko · f4 – Czarne kółko · g4 – Czarne kółko · h4 – Czarne kółko · c3 – Czarne kółko · d3 – Czarne kółko · e3 – Czarne kółko · b2 – Czarne kółko · d2 – Czarne kółko · f2 – Czarne kółko · a1 – Czarne kółko · d1 – Czarne kółko · g1 – Czarne kółko | d8 – Czarne kółko · h8 – Czarne kółko · a7 – Czarne kółko · d7 – Czarne kółko · g7 – Czarne kółko · b6 – Czarne kółko · d6 – Czarne kółko · f6 – Czarne kółko · c5 – Czarne kółko · d5 – Czarne kółko · e5 – Czarne kółko · a4 – Czarne kółko · b4 – Czarne kółko · c4 – Czarne kółko · d4 – Biały hetman · e4 – Czarne kółko · f4 – Czarne kółko · g4 – Czarne kółko · h4 – Czarne kółko · c3 – Czarne kółko · d3 – Czarne kółko · e3 – Czarne kółko · b2 – Czarne kółko · d2 – Czarne kółko · f2 – Czarne kółko · a1 – Czarne kółko · d1 – Czarne kółko · g1 – Czarne kółko | d8 – Czarne kółko · h8 – Czarne kółko · a7 – Czarne kółko · d7 – Czarne kółko · g7 – Czarne kółko · b6 – Czarne kółko · d6 – Czarne kółko · f6 – Czarne kółko · c5 – Czarne kółko · d5 – Czarne kółko · e5 – Czarne kółko · a4 – Czarne kółko · b4 – Czarne kółko · c4 – Czarne kółko · d4 – Biały hetman · e4 – Czarne kółko · f4 – Czarne kółko · g4 – Czarne kółko · h4 – Czarne kółko · c3 – Czarne kółko · d3 – Czarne kółko · e3 – Czarne kółko · b2 – Czarne kółko · d2 – Czarne kółko · f2 – Czarne kółko · a1 – Czarne kółko · d1 – Czarne kółko · g1 – Czarne kółko | d8 – Czarne kółko · h8 – Czarne kółko · a7 – Czarne kółko · d7 – Czarne kółko · g7 – Czarne kółko · b6 – Czarne kółko · d6 – Czarne kółko · f6 – Czarne kółko · c5 – Czarne kółko · d5 – Czarne kółko · e5 – Czarne kółko · a4 – Czarne kółko · b4 – Czarne kółko · c4 – Czarne kółko · d4 – Biały hetman · e4 – Czarne kółko · f4 – Czarne kółko · g4 – Czarne kółko · h4 – Czarne kółko · c3 – Czarne kółko · d3 – Czarne kółko · e3 – Czarne kółko · b2 – Czarne kółko · d2 – Czarne kółko · f2 – Czarne kółko · a1 – Czarne kółko · d1 – Czarne kółko · g1 – Czarne kółko | 2 |
| 1 | d8 – Czarne kółko · h8 – Czarne kółko · a7 – Czarne kółko · d7 – Czarne kółko · g7 – Czarne kółko · b6 – Czarne kółko · d6 – Czarne kółko · f6 – Czarne kółko · c5 – Czarne kółko · d5 – Czarne kółko · e5 – Czarne kółko · a4 – Czarne kółko · b4 – Czarne kółko · c4 – Czarne kółko · d4 – Biały hetman · e4 – Czarne kółko · f4 – Czarne kółko · g4 – Czarne kółko · h4 – Czarne kółko · c3 – Czarne kółko · d3 – Czarne kółko · e3 – Czarne kółko · b2 – Czarne kółko · d2 – Czarne kółko · f2 – Czarne kółko · a1 – Czarne kółko · d1 – Czarne kółko · g1 – Czarne kółko | d8 – Czarne kółko · h8 – Czarne kółko · a7 – Czarne kółko · d7 – Czarne kółko · g7 – Czarne kółko · b6 – Czarne kółko · d6 – Czarne kółko · f6 – Czarne kółko · c5 – Czarne kółko · d5 – Czarne kółko · e5 – Czarne kółko · a4 – Czarne kółko · b4 – Czarne kółko · c4 – Czarne kółko · d4 – Biały hetman · e4 – Czarne kółko · f4 – Czarne kółko · g4 – Czarne kółko · h4 – Czarne kółko · c3 – Czarne kółko · d3 – Czarne kółko · e3 – Czarne kółko · b2 – Czarne kółko · d2 – Czarne kółko · f2 – Czarne kółko · a1 – Czarne kółko · d1 – Czarne kółko · g1 – Czarne kółko | d8 – Czarne kółko · h8 – Czarne kółko · a7 – Czarne kółko · d7 – Czarne kółko · g7 – Czarne kółko · b6 – Czarne kółko · d6 – Czarne kółko · f6 – Czarne kółko · c5 – Czarne kółko · d5 – Czarne kółko · e5 – Czarne kółko · a4 – Czarne kółko · b4 – Czarne kółko · c4 – Czarne kółko · d4 – Biały hetman · e4 – Czarne kółko · f4 – Czarne kółko · g4 – Czarne kółko · h4 – Czarne kółko · c3 – Czarne kółko · d3 – Czarne kółko · e3 – Czarne kółko · b2 – Czarne kółko · d2 – Czarne kółko · f2 – Czarne kółko · a1 – Czarne kółko · d1 – Czarne kółko · g1 – Czarne kółko | d8 – Czarne kółko · h8 – Czarne kółko · a7 – Czarne kółko · d7 – Czarne kółko · g7 – Czarne kółko · b6 – Czarne kółko · d6 – Czarne kółko · f6 – Czarne kółko · c5 – Czarne kółko · d5 – Czarne kółko · e5 – Czarne kółko · a4 – Czarne kółko · b4 – Czarne kółko · c4 – Czarne kółko · d4 – Biały hetman · e4 – Czarne kółko · f4 – Czarne kółko · g4 – Czarne kółko · h4 – Czarne kółko · c3 – Czarne kółko · d3 – Czarne kółko · e3 – Czarne kółko · b2 – Czarne kółko · d2 – Czarne kółko · f2 – Czarne kółko · a1 – Czarne kółko · d1 – Czarne kółko · g1 – Czarne kółko | d8 – Czarne kółko · h8 – Czarne kółko · a7 – Czarne kółko · d7 – Czarne kółko · g7 – Czarne kółko · b6 – Czarne kółko · d6 – Czarne kółko · f6 – Czarne kółko · c5 – Czarne kółko · d5 – Czarne kółko · e5 – Czarne kółko · a4 – Czarne kółko · b4 – Czarne kółko · c4 – Czarne kółko · d4 – Biały hetman · e4 – Czarne kółko · f4 – Czarne kółko · g4 – Czarne kółko · h4 – Czarne kółko · c3 – Czarne kółko · d3 – Czarne kółko · e3 – Czarne kółko · b2 – Czarne kółko · d2 – Czarne kółko · f2 – Czarne kółko · a1 – Czarne kółko · d1 – Czarne kółko · g1 – Czarne kółko | d8 – Czarne kółko · h8 – Czarne kółko · a7 – Czarne kółko · d7 – Czarne kółko · g7 – Czarne kółko · b6 – Czarne kółko · d6 – Czarne kółko · f6 – Czarne kółko · c5 – Czarne kółko · d5 – Czarne kółko · e5 – Czarne kółko · a4 – Czarne kółko · b4 – Czarne kółko · c4 – Czarne kółko · d4 – Biały hetman · e4 – Czarne kółko · f4 – Czarne kółko · g4 – Czarne kółko · h4 – Czarne kółko · c3 – Czarne kółko · d3 – Czarne kółko · e3 – Czarne kółko · b2 – Czarne kółko · d2 – Czarne kółko · f2 – Czarne kółko · a1 – Czarne kółko · d1 – Czarne kółko · g1 – Czarne kółko | d8 – Czarne kółko · h8 – Czarne kółko · a7 – Czarne kółko · d7 – Czarne kółko · g7 – Czarne kółko · b6 – Czarne kółko · d6 – Czarne kółko · f6 – Czarne kółko · c5 – Czarne kółko · d5 – Czarne kółko · e5 – Czarne kółko · a4 – Czarne kółko · b4 – Czarne kółko · c4 – Czarne kółko · d4 – Biały hetman · e4 – Czarne kółko · f4 – Czarne kółko · g4 – Czarne kółko · h4 – Czarne kółko · c3 – Czarne kółko · d3 – Czarne kółko · e3 – Czarne kółko · b2 – Czarne kółko · d2 – Czarne kółko · f2 – Czarne kółko · a1 – Czarne kółko · d1 – Czarne kółko · g1 – Czarne kółko | d8 – Czarne kółko · h8 – Czarne kółko · a7 – Czarne kółko · d7 – Czarne kółko · g7 – Czarne kółko · b6 – Czarne kółko · d6 – Czarne kółko · f6 – Czarne kółko · c5 – Czarne kółko · d5 – Czarne kółko · e5 – Czarne kółko · a4 – Czarne kółko · b4 – Czarne kółko · c4 – Czarne kółko · d4 – Biały hetman · e4 – Czarne kółko · f4 – Czarne kółko · g4 – Czarne kółko · h4 – Czarne kółko · c3 – Czarne kółko · d3 – Czarne kółko · e3 – Czarne kółko · b2 – Czarne kółko · d2 – Czarne kółko · f2 – Czarne kółko · a1 – Czarne kółko · d1 – Czarne kółko · g1 – Czarne kółko | 1 |
|   | a | b | c | d | e | f | g | h |   |